# Carmignano (vino)
Carmignano è una DOCG riservata a un vino la cui produzione è consentita nella provincia di Prato.

## Zona di produzione
La zona comprende i terreni collinari dei comuni di Carmignano e Poggio a Caiano in provincia di Prato.

## Storia

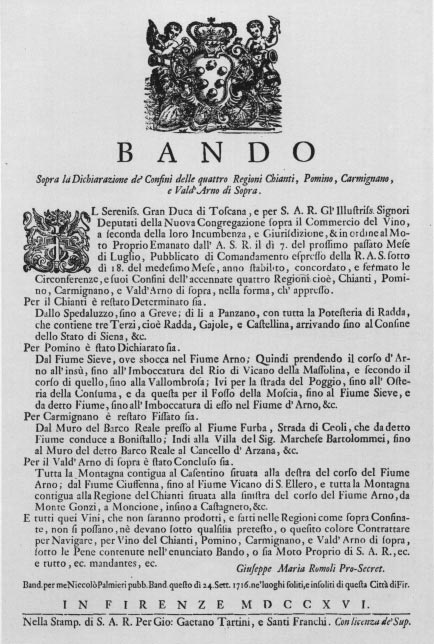
L'editto di Cosimo III de' Medici.

Nell'area si produceva vino già in epoca etrusca, come testimonia il ritrovamento di vasi di vino all'interno di alcune tombe sul Monte Cavo.
Nell'Archivio di Stato di Firenze è stato rinvenuto un contratto di affitto datato 804 che documenta come nella frazione Capezzana venissero coltivati olivi e viti.
La prima documentazione scritta in cui appare il nome di un vino Carmignano risale al 1396; si tratta di un documento in cui il notaio Lapo Mazzei comunica a Marco Datini, un mercante di Prato, di aver ordinato per la sua cantina quindici some di vino "Charmignano" pagandolo 16 lire la soma, un prezzo quattro volte superiore a quello degli altri vini toscani.
Nel XVII secolo il vino Carmignano viene citato anche dal poeta Francesco Redi, il quale nell'opera "Bacco in Toscana" ne esalta le qualità: «ma se Giara io prendo in mano / di brillante Carmignano, / così grato in sen mi piove, / ch'ambrosia e nettar non invidio a Giove. / Or questo, che stillò all'uve brune / di vigne sassosissime Toscane / bevi, Arianna, e tien da lui lontane / le chiomazzurre Naiadi importune / che saria / gran follia / e bruttissimo peccato / bevere il Carmignan quando è innacquato.»
Il Carmignano può essere considerato il progenitore dei cosiddetti vini Super tuscan (grandi vini toscani ottenuti aggiungendo al Sangiovese vitigni internazionali quali il Cabernet o il Merlot); di fatto già dal 1600 per la sua produzione si usava aggiungere al "Sangioveto" il Cabernet, vitigno importato dalla Francia dai Medici (ed ancor oggi chiamato nella zona "uva Francesca", cioè proveniente dalla Francia).
La zona di produzione del Carmignano è stata definita fin dal 1716, quando a Firenze il Granduca Cosimo III de' Medici emanò il Bando "Sopra la Dichiarazione dé Confini delle quattro Regioni Chianti, Pomino, Carmignano, e Val d'Arno di Sopra", nel quale venivano specificati i confini delle zone vinicole.
Due mesi prima, il 18 luglio 1716, era uscito un bando che istituiva una Congregazione che avrebbe dovuto controllare i vini "che sono commessi per navigare" cioè adatti a viaggiare per mare (Carmignano, Pomino, Chianti e Valdarno di sopra). La Congregazione doveva vigilare che essi non fossero manomessi e adulterati durante il viaggio. Quei vini erano infatti considerati "importanti per il decoro della Nazione".
Sulla capacità del Carmignano a viaggiare troviamo altre informazioni: Lorenzo Biancardi di Livorno spedisce in data 31 marzo 1714, a mezzo nave olandese, diversi barili di vino Carmignano in Inghilterra e a Malta.
Targioni Tozzetti, nel 1774, afferma che il Carmignano è uno dei migliori e più rinomati vini della Toscana; nel 1843 Emanuele Repetti scrive che nel territorio di Carmignano prosperano «quelle viti che forniscono il brillante Carmignano, uno dei migliori e più ricercati vini della Toscana»; nel 1870 Amati raccomanda, fra gli altri vini, il Carmignano "squisito"; anche Cusmano nel "Dizionario metodico-alfabetico di viticoltura ed enologia" del 1889 cita il Carmignano tra i vini migliori prodotti in Toscana; Palgiani nel "Supplemento alla VI edizione della Enciclopedia Italiana" del 1891 afferma che il Carmignano è «tra il territorio bagnato dall'Arno e dall'Ombrone produce vini squisiti, dei migliori della Toscana».

## Tecniche di produzione
Le operazioni di vinificazione, di invecchiamento obbligatorio e di imbottigliamento devono avvenire nella zona di produzione delle uve.
Il  Carmignano non può essere immesso al consumo prima del l° giugno del secondo anno successivo a quello di produzione delle uve. Qualora venga invece commercializzato dal 29 settembre, data della festa di San Michele, del terzo anno successivo a quello di produzione delle uve, potrà portare in etichetta la menzione "riserva".
Il periodo di invecchiamento deve essere effettuato in botti di rovere o di castagno, rispettivamente per almeno otto mesi e per almeno dodici mesi per la menzione “riserva”. Si può mantenere il 5% di vino dell'annata in affinamento, da usarsi esclusivamente per le colmature, in contenitori diversi dal legno; è anche consentita l'aggiunta fino al 15% di vino DOCG di annate diverse da quella indicata in etichetta.
Può essere utilizzata la menzione "vigna" ed è sempre obbligatoria l'indicazione dell'annata di produzione delle uve.

## Disciplinare
Nel 1932 il vino prodotto nella zona di Carmignano venne incluso nella zona di produzione dei vini del Chianti e nel 1967 venne compreso nella sottozona Montalbano della DOC Chianti. 
Tale classificazione comportò una perdita delle caratteristiche originali, in quanto non consentiva l'uso del vitigno Cabernet: per ovviare a tale inconveniente venne richiesto lo scorporo in un'autonoma Denominazione di Origine Controllata.
Il Carmignano è stato istituito come DOC con DPR 28.4.1975 pubblicato sulla Gazzetta Ufficiale n. 222; modificato con
- DPR 13.10.1982 G.U. 69
- DPR 01.08.1983 G.U. 319

Approvato come DOCG con DPR 20.10.1990 G.U. 59 e modificato con
- DM 04.04.1992 G.U. 91
- DM 09.07.1998 G.U. 172
- DM 30.11.2011 G.U. 295

La versione vigente è stata approvata con DM 07.03.2014 pubblicato sul sito ufficiale del Mipaaf.

## Tipologie

### Carmignano

#### Uvaggio
| Sangiovese minimo 50%                                                                        |
| Canaiolo nero fino al 20%                                                                    |
| Cabernet Franc e Cabernet Sauvignon, anche congiuntamente, dal 10 al 20%                     |
| Trebbiano toscano, Canaiolo bianco e Malvasia del Chianti, anche congiuntamente, fino al 10% |
| Altre uve a bacca rossa fino al 10%                                                          |

#### Caratteristiche al consumo
| titolo alcolometrico minimo    | 12,50% vol. |
| acidità totale minima          | 4,50 g/l.   |
| estratto secco minimo          | 22,00 g/l   |
| resa massima di uva per ettaro | 80 q.       |
| resa massima di uva in vino    | 70 %        |

#### Caratteri organolettici
Il vino è di color rosso rubino vivace, che tende al granato con l’età. Il profilo olfattivo è delicatamente vinoso e intenso.

#### Abbinamenti consigliati
Il Carmignano si abbina generalmente a piatti saporiti e dal gusto deciso, come cacciagione, arrosti di carni rosse e carne alla griglia, formaggi stagionati e saporiti.